# East Wenatchee (Washington)
East Wenatchee es una ciudad ubicada en el condado de Douglas en el estado estadounidense de Washington. En el año 2000 tenía una población de 11.570 habitantes y una densidad poblacional de 1.207,1 personas por km².

## Geografía
East Wenatchee se encuentra ubicada en las coordenadas 47°25′17″N 120°17′17″O / 47.42139, -120.28806.

## Demografía
Según la Oficina del Censo en 2000 los ingresos medios por hogar en la localidad eran de $34.919, y los ingresos medios por familia eran $41.518. Los hombres tenían unos ingresos medios de $37.629 frente a los $24.875 para las mujeres. La renta per cápita para la localidad era de $17.876. Alrededor del 13,4% de la población estaban por debajo del umbral de pobreza.